# Robert Emmet
Robert Emmet (Dublino, 4 marzo 1778 – Dublino, 20 settembre 1803) è stato un patriota e oratore irlandese.
Membro dell'associazione United Irishmen, incontrò Napoleone e Talleyrand a Parigi nel 1802, dai quali seppe dell'ipotesi di invasione dell'Inghilterra. Rientrato a Dublino, organizzò un'insurrezione armata, che scoppiò il 23 luglio 1803, con l'uccisione del viceré Arthur Wolfe Kilwarden e del nipote. La rivolta fallì ed Emmet fu arrestato, processato e impiccato.

## Biografia
Nato nei pressi di St Stephen's Green, Dublino, il 4 marzo 1778. Era il figlio minore del dottor Robert Emmet, medico di corte e di sua moglie Elizabeth Mason. I suoi genitori erano benestanti e possedevano una casa a St Stephen's Green ed un maniero a Milltown.

## Discendenti
Tra i suoi discendenti, il commediografo statunitense Robert E. Sherwood (1896-1955).